# Chen Haibin
Chen Haibin (chinesisch 陈海斌; * 22. Mai 1986 in Jilin) ist ein chinesischer Biathlet.
Chen ist Sportsoldat, lebt in Dalian und gehört seit 2003 dem chinesischen Biathlon-Nationalkader an. Er startet für die Chinese Biathlon Association. Seine ersten internationalen Rennen bestritt er 2004. Zunächst trat er in der Haute-Maurienne bei den Junioren-Weltmeisterschaften an und wurde 39. im Sprint, 41. der Verfolgung und 55. im Einzel. Es folgten die Biathlon-Weltmeisterschaften 2004 in Oberhof, wo Chen 84. im Einzel und 90. im Sprintwettbewerb wurde. Mit der Staffel erreichte er das Ziel nicht. Ein sehr gutes Ergebnis schaffte der Chinese mit Platz 17 im Einzel bei den vorolympischen Testwettkämpfen in Cesana San Sicario. Danach wurde Chen fünf Jahre nicht mehr eingesetzt. Erst 2008 kehrte er in den Nationalkader zurück und bestritt 2009 wieder seine ersten internationalen Wettkämpfe im Rahmen des IBU-Cups. In Ruhpolding debütierte er als 102. des Sprints in seinem ersten reinen Biathlon-Weltcup-Rennen. Höhepunkt wurden die Biathlon-Weltmeisterschaften 2009 in Pyeongchang. Bei seinen zweiten Biathlon-Weltmeisterschaften startete Chen in zwei Rennen. Im Sprint erreichte er das Ziel nicht, mit der Staffel wurde er gemeinsam mit Zhang Qing, Zhang Chengye und Li Zhonghai als Schlussläufer 24. 2010 bestritt er die Militär-Skiweltmeisterschaften in Brusson und wurde 26. des Sprints und mit Li Huanjie, Zhang Chengye und Ren Long Sechster im Militärpatrouillenrennen. Seit der Saison 2010/11 kam Chen vermehrt im Weltcup und im IBU-Cup zum Einsatz. 2012 erreichte er mit Rang 72 bei einem Sprint in Kontiolahti ihr bestes Ergebnis in der höchsten Rennserie. In Ruhpolding nahm er 2012  an deinen dritten Weltmeisterschaften teil. Im Einzel wurde er 94., im Sprint 102., mit Tang Jialin, Song Chaoqing und Ren Long 26. im Mixed-Staffelrennen und mit Li Zhonghai, Ren Long und Zhang Chengye 24. mit der Männerstaffel.
Im Skilanglauf bestritt Haibin in Tarvisio seine ersten internationalen Rennen im Rahmen der Winter-Universiade 2003 und wurde über 30 Kilometer Freistil 43., 72. im Freistil-Sprint und 63. über 10 Kilometer Klassisch. Zwei Jahre später wurde er bei der Universiade in Seefeld 65. über 30 Kilometer Klassisch, 77. über 10 Kilometer Freistil und 70. im Freistil-Sprint. Zum Karrierehöhepunkt wurden die Olympischen Winterspiele 2006 in Turin. Bei den Rennen von Pragelato Plan verpasste er als 70. der Freistil-Sprintqualifikation den Finaldurchgang. Wenig später trat er erstmals in einem Rennen des Skilanglauf-Weltcups an und wurde in Changchun 40. des Freistilsprints.

## Weltcupstatistik
Die Tabelle zeigt alle Platzierungen (je nach Austragungsjahr einschließlich Olympische Spiele und Weltmeisterschaften).
- 1.–3. Platz: Anzahl der Podiumsplatzierungen
- Top 10: Anzahl der Platzierungen unter den ersten zehn (einschließlich Podium)
- Punkteränge: Anzahl der Platzierungen innerhalb der Punkteränge (einschließlich Podium und Top 10)
- Starts: Anzahl gelaufener Rennen in der jeweiligen Disziplin

| Platzierung                      | Einzel | Sprint | Verfolgung | Massenstart | Staffel | Gesamt |
| -------------------------------- | ------ | ------ | ---------- | ----------- | ------- | ------ |
| 1. Platz                         |        |        |            |             |         |        |
| 2. Platz                         |        |        |            |             |         |        |
| 3. Platz                         |        |        |            |             |         |        |
| Top 10                           |        |        |            |             |         |        |
| Punkteränge                      |        |        |            |             | 8       | 8      |
| Starts                           | 2      | 7      |            |             | 9       | 18     |
| Stand: nach der Saison 2011/2012 |        |        |            |             |         |        |